# Kálló
Kálló è un comune dell'Ungheria di 1.471 abitanti (dati 2001). È situato nella contea di Nógrád.